# Peter Schønau Fog

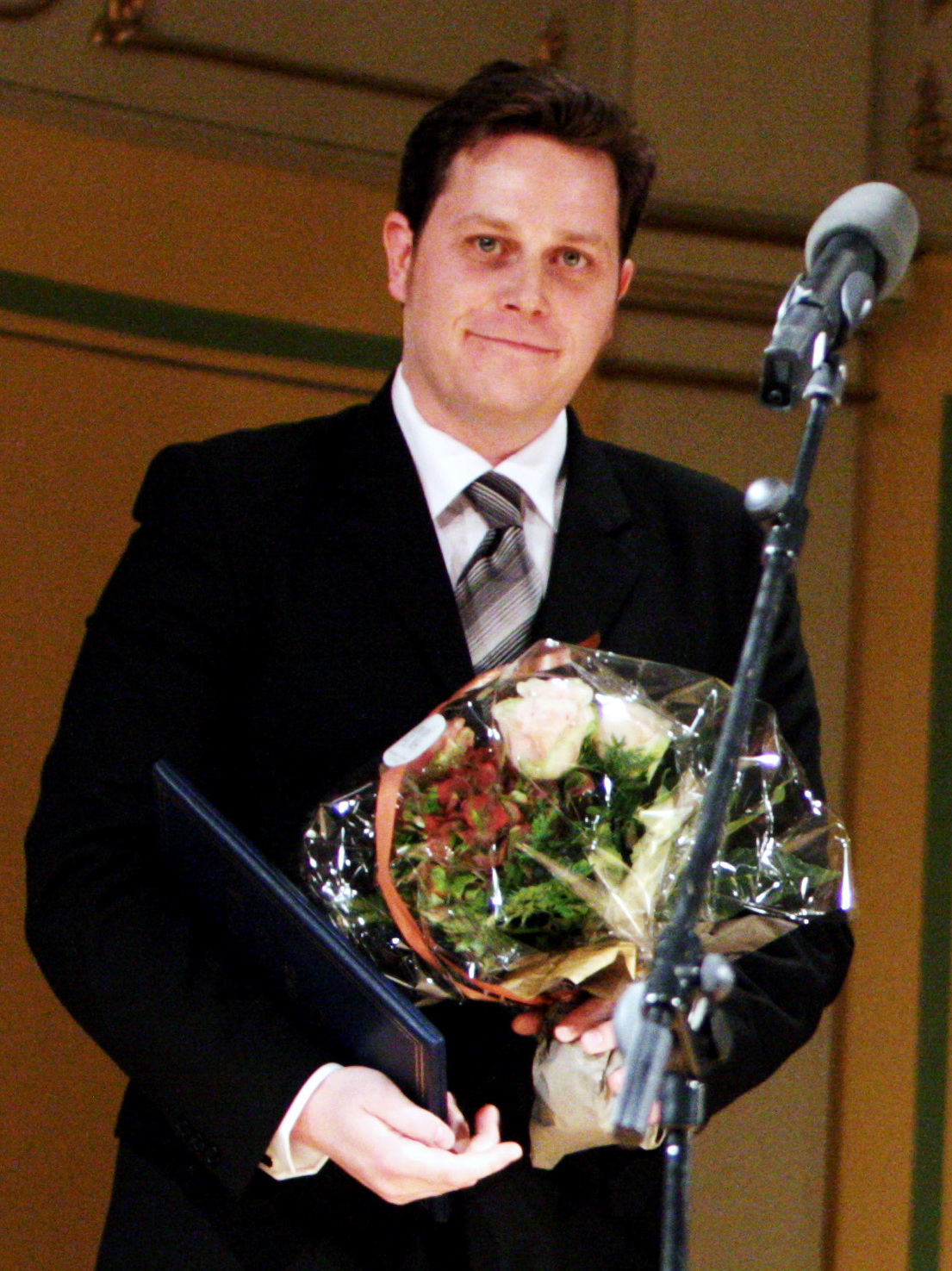
Peter Schønau Fog

Peter Schønau Fog (* 20. April 1971) ist ein dänischer Filmregisseur.

## Leben
Peter Schønau Fog wuchs in Esbjerg und auf dänischen Nordseeinsel Fanø auf. Er studierte für ein Jahr an der Film- und Fernsehfakultät der Akademie der Musischen Künste in Prag, bevor er sein Studium an der Den Danske Filmskole aufnahm, welches er 1999 erfolgreich mit seinem preisgekrönten Abschlussfilm Lille mænsk absolvierte.
Mit dem 2006 veröffentlichten Drama Kunsten at græde i kor erhielt Schønau Fog die Möglichkeit Erling Jepsens Erfolgsroman Die Kunst im Chor zu weinen zu verfilmen. Der Film wurde mit 233.964 Zuschauern ein Publikumserfolg und wurde national wie international mit mehreren Preisen ausgezeichnet. Auch Schønau Fog erhielt mehrere Auszeichnungen, darunter den Nordisk Filmpreis, Filmpreis des Nordischen Rates und den Robert für die Beste Regie. Der Film selbst wurde als Bester dänischer Film mit einem Robert und als Bester dänischer Film mit einem Bodil ausgezeichnet und war der dänische Beitrag für die Oscarnominierungen des Besten fremdsprachigen Films, wobei er nicht in die Endauswahl kam.

## Filmografie (Auswahl)
- 1994: The Last Ditch[3]
- 1995: Blodbrødre[3]
- 1998: Vildfarelser
- 1999: Lille mænsk
- 2006: Die Kunst im Chor zu weinen (Kunsten at græde i kor)
- 2017: You Disappear (Du forsvinder)